# Championnats de France d'athlétisme 1981
Navigation
Championnats 1980 Championnats 1982
Les Championnats de France d'athlétisme 1981 ont eu lieu du 17 au 19 juillet 1981 à Mulhouse. 

## Palmarès
| Discipline             | Hommes             | Hommes         | Femmes              | Femmes        |
| ---------------------- | ------------------ | -------------- | ------------------- | ------------- |
| 100 m                  | Antoine Richard    | 10 s 32        | Rose-Aimée Bacoul   | 11 s 46       |
| 200 m                  | Patrick Barré      | 20 s 99        | Rose-Aimée Bacoul   | 23 s 40       |
| 400 m                  | Paul Bourdin       | 46 s 03        | Sophie Malbranque   | 53 s 72       |
| 800 m                  | Philippe Dupont    | 1 min 47 s 27  | Nathalie Thoumas    | 2 min 09 s 18 |
| 1 500 m                | Alexandre Gonzalez | 3 min 42 s 59  | Ghislaine Roussel   | 4 min 21 s 42 |
| 3 000 m                | -                  | -              | Joëlle Debrouwer    | 9 min 19 s 41 |
| 5 000 m                | Radhouane Bouster  | 13 min 36 s 10 | -                   | -             |
| 10 000 m               | Radhouane Bouster  | 28 min 19 s 96 | -                   | -             |
| 100 m haies            | -                  | -              | Michèle Chardonnet  | 13 s 30       |
| 110 m haies            | Philippe Hatil     | 14 s 38        | -                   | -             |
| 400 m haies            | Serge Guillen      | 50 s 55        | Dominique Le Disses | 58 s 52       |
| 3 000 m steeple        | Joseph Mahmoud     | 8 min 24 s 75  | -                   | -             |
| Saut en longueur       | Denis Pinabel      | 7,33 m         | Odile Madkaud       | 6,16 m        |
| Triple saut            | Henri Dorina       | 15,64 m        | -                   | -             |
| Saut en hauteur        | Franck Bonnet      | 2,22 m         | Brigitte Rougeron   | 1,78 m        |
| Saut à la perche       | Jean-Michel Bellot | 5,55 m         | -                   | -             |
| Lancer du poids        | Luc Viudès         | 19,03 m        | Simone Créantor     | 15,68 m       |
| Lancer du disque       | Frédéric Piette    | 56,48 m        | Isabelle Accambray  | 52,20 m       |
| Lancer du marteau      | Philippe Suriray   | 66,22 m        | -                   | -             |
| Lancer du javelot      | Penisio Lutui      | 72,10 m        | Catherine Dupont    | 55,08 m       |
| Décathlon / Heptathlon | Yves Le Roy        | 7 427 pts      | Florence Picaut     | 5 644 pts     |